# Oskar Plattner
Oskar Plattner (Thusis-Tschappina, 17 februari 1922 – Zürich, 21 augustus, 2002) was een Zwitsers baanwielrenner.

## Biografie
Plattner was professioneel wielrenner van 1947 tot 1965. Hij was vooral succesvol als baansprinter en zesdaagsewielrenner. Als amateursprinter heeft hij drie maal de Zwitserse nationale titel behaald en in 1946 de Wereldtitel. Als profwielrenner heeft hij 15 maal de Zwitserse nationale titel behaald in deze discipline. Zijn grootste succes als sprinter was echter zijn wereldtitel sprint bij de professionals in 1952. In 1955 zou hij deze prestatie bijna herhalen, maar werd hij in de finale verslagen door de Italiaanse meervoudig wereldkampioen Antonio Maspes.
Hij heeft in totaal 8 zesdaagse overwinningen op zijn naam staan en neemt hiermee een bescheiden plaats (85e) in op de lijst van meeste overwinningen. Van deze 8 overwinningen heeft hij er 2 samen met zijn landgenoot Armin von Büren behaald.
Hij is ook actief geweest als op de weg, maar vooral in eigen land. Zijn belangrijkste zege is de wegwedstrijd Zürich-Lausanne in 1948.

## Overzicht Zesdaagse overwinningen
| Nr. | Jaar | Zesdaagse van | Samen met                  |
| --- | ---- | ------------- | -------------------------- |
| 1.  | 1952 | Kopenhagen    | Kay Werner Nielsen         |
| 2.  | 1953 | Hannover      | Hans Preiskeit             |
| 3.  | 1953 | Antwerpen     | Achiel Bruneel             |
| 4.  | 1956 | Parijs        | Jean Roth en Walter Bucher |
| 5.  | 1956 | Århus         | Fritz Pfenninger           |
| 6.  | 1961 | Madrid        | Armin von Büren            |
| 7.  | 1961 | New York      | Armin von Büren            |
| 8.  | 1962 | Antwerpen     | Peter Post en Rik Van Looy |

- Gemeinsame Normdatei: 1049519450
- Historisch woordenboek van Zwitserland: 016343
- Virtual International Authority File: 307315252